# Tayloria grandis
Tayloria grandis là một loài rêu trong họ Splachnaceae. Loài này được (D.G. Long) Goffinet & A.J. Shaw mô tả khoa học đầu tiên năm 2002.